# 幺正算符
在泛函分析中，幺正算符（英語：unitary operator，或称酉算符）是定义在希尔伯特空间上的有界线性算符 {\displaystyle U:H\rightarrow H}，满足如下规律：
{\displaystyle U^{*}U=UU^{*}=I}
其中 {\displaystyle U^{*}} 是 {\displaystyle U} 的厄米转置, 而 {\displaystyle I:H\rightarrow H} 是恒等算符。 幺正算符具有如下性质：
1. {\displaystyle U} 保持了希尔伯特空间上内积〈  ,  〉的不变性, 即对于希尔伯特空间上的任意矢量 {\displaystyle x} 和 {\displaystyle y},都有：{\displaystyle \langle Ux,Uy\rangle =\langle x,y\rangle .}
2. {\displaystyle U} 是满射的。

这两个条件还可以用两个较弱的但是等价的定义表示出来：
1. {\displaystyle U} 保证了内积的不变
2. {\displaystyle U} 是一个稠集.

{\displaystyle U} 保持内积不变可以推出 {\displaystyle U} 是个有界线性算符；而 {\displaystyle U} 是稠集保证了 {\displaystyle U} 的逆 {\displaystyle U^{-1}} 的存在。而 {\displaystyle U^{-1}=U^{*}} 是很明显的。
所以，幺正算符是希尔伯特空间的自同构，即幺正算符保持空间结构的不变，比如说空间的线性叠加性和内积以及拓扑性质的不变。在群论中，一个给定希尔伯特空间 {\displaystyle H} 上的所有幺正算符组成了该空间的希尔伯特群，表示为{\displaystyle \mathrm {Hilb} (H)}。
较弱的条件 {\displaystyle U^{*}U=I} 说明算符 {\displaystyle U} 是等距算符。另一个条件{\displaystyle UU^{*}=I}说明算符是伴同等距算符。
单位元 是单位算符的一般化形式。在单位元*-代数中， 其中的单元 {\displaystyle U} 被叫做 单位元, 当满足如下条件：
{\displaystyle U^{*}U=UU^{*}=I}
其中 I 是单位算符。

## 范例
- 恒等函数就是一个平凡的幺正算符。
- 在一个 {\displaystyle \mathbb {R} ^{2}} 上旋转是一个最简单但又很重要的幺正算符。旋转并不改变一个矢量的长度或者两个矢量的夹角。这个算符还可以推广到 {\displaystyle \mathbb {R} ^{3}} 中。
- 在一个复数的矢量空间 {\displaystyle \mathbb {C} } 里，乘以一个绝对值是1的数，也就是，一个数形式为 {\displaystyle e^{i\theta }} ，其中 {\displaystyle \theta \in \mathbb {R} }，就是一个幺正算符。{\displaystyle \theta } 表示一个相位，相乘就是指乘以一个相位。注意到，{\displaystyle \theta } 的值是以 {\displaystyle 2\pi } 为模，但并不影响我们相乘的结果，所以这些在 {\displaystyle \mathbb {C} } 空间内独立的幺正算符是有周期性的。作为一个集合，这个周期对应的群，我们称作 {\displaystyle U(1)}。
- 一般地说，酉矩阵是在有限维的希尔伯特空间下的幺正算符，所以，幺正算符的概念包括了酉矩阵的概念。正交矩阵就是酉矩阵的一个特例，当酉矩阵中元素都为实数。他们是在 {\displaystyle \mathbb {R} ^{n}} 上的幺正算符。
- 在整数索引的序列空间 {\displaystyle \ell ^{2}}上的双边变换算符（英语：shift operator）是单一的。一般而言，在一个希尔伯特空间中任何一个通过围绕标准正交基变换作用的算符都是单一的。在有限维的情况下，这样的算符就是排列矩阵。单边变换（英语：shift operator）是一个等距算子（isometry），他的共轭是一个半同等距算子（coisometry）。
- 傅里叶算符（英语：Fourier operator）是一个幺正算符，也就是，一个执行傅里叶变换（有适当的归一化）的算符。这是由帕塞瓦定理推得。
- 幺正算符在幺正表示（英语：unitary representations）中应用。

## 线性叠加性
幺正算符的叠加性并不是第一的性质，也就是说并不是强加上去的性质，而是可以从内积的线性叠加性和恒正行推导出来的性质：
{\displaystyle \langle \lambda \cdot Ux-U(\lambda \cdot x),\lambda \cdot Ux-U(\lambda \cdot x)\rangle }
{\displaystyle =\|\lambda \cdot Ux\|^{2}+\|U(\lambda \cdot x)\|^{2}-\langle U(\lambda \cdot x),\lambda \cdot Ux\rangle -\langle \lambda \cdot Ux,U(\lambda \cdot x)\rangle }
{\displaystyle =|\lambda |^{2}\cdot \|Ux\|^{2}+\|U(\lambda \cdot x)\|^{2}-{\overline {\lambda }}\cdot \langle U(\lambda \cdot x),Ux\rangle -\lambda \cdot \langle Ux,U(\lambda \cdot x)\rangle }
{\displaystyle =|\lambda |^{2}\cdot \|x\|^{2}+\|\lambda \cdot x\|^{2}-{\overline {\lambda }}\cdot \langle \lambda \cdot x,x\rangle -\lambda \cdot \langle x,\lambda \cdot x\rangle }
{\displaystyle =0}
可以得到近似后
{\displaystyle \langle U(x+y)-(Ux+Uy),U(x+y)-(Ux+Uy)\rangle =0}.

## 单位谱性
任意幺正算符 {\displaystyle U} 的谱在一个单位圆上。换言之，对幺正算符谱上的任意复数 {\displaystyle \lambda }都有 {\displaystyle |\lambda |=1}。

## 幺正变换
幺正变换，也称酉变换，是两个内积空间之间的线性映射。二個向量在經過幺正变换後的內積，會和幺正变换前的內積相同。
幺正变换是两个内积空间（例如希尔伯特空间）之间的保距映射，即双射：
{\displaystyle U:H_{1}\to H_{2}}
其中 {\displaystyle H_{1}} 和 {\displaystyle H_{2}}是两个内积空间，且 
{\displaystyle \langle Ux,Uy\rangle _{H_{2}}=\langle x,y\rangle _{H_{1}}}
針對所有 {\displaystyle H_{1}} 裡的{\displaystyle x,y}都成立。
幺正變換是等距同构，因此也可以設定{\displaystyle x=y}
另一個和幺正变换相關的變換為反幺正變換，是兩個复数希尔伯特空间下的双射凾數，符合以下的性質
{\displaystyle U:H_{1}\to H_{2}\,}
{\displaystyle \langle Ux,Uy\rangle ={\overline {\langle x,y\rangle }}=\langle y,x\rangle }
針對所有{\displaystyle H_{1}}裡的{\displaystyle x}和{\displaystyle y}都成立，其中上橫線表示共轭复数。

## 脚注
1. ↑  Halmos 1982，Sect. 127, page 69
2. ↑  
Doran, Robert S.; Victor A. Belfi. . New York: Marcel Dekker. 1986. ISBN 0824775694.